# Rhonciscus pauco
Rhonciscus pauco — вид морських окунеподібних риб з родини Haemulidae. Описаний у 2022 році.

## Назва
Вид названо на честь пуерториканського рибалки Едвіна Фонта, на прізвисько Пауко, який упіймав та надав науковцям типові зразки.

## Розповсюдження
Вид поширений на глибокому шельфі та верхньому схилі вздовж західного узбережжя Пуерто-Рико. Глибини збору типових зразків коливаються від 200—360 м.